# Manos Hadjidakis

Signatur

Manos Hadjidakis (griechisch Μάνος Χατζιδάκις Manos Chatzidakis, * 23. Oktober 1925 in Xanthi, Griechenland; † 15. Juni 1994 in Athen) war ein griechischer Komponist. 1960 erhielt er für sein Lied Never On Sunday aus dem gleichnamigen Film einen Academy Award in der Kategorie bestes Lied. In Griechenland sehr bekannt, gilt er als derjenige, der Rembetiko und Bouzouki in die zeitgenössische Kultur einführte.

## Leben
Zu seinen ersten Werken gehörte das Lied Hartino to Fengaraki (Papiermond) aus Tennessee Williams’ Endstation Sehnsucht. Hadjidakis schrieb die Musik zu diesem Stück für das Athener Kunsttheater des Regisseurs Karolos Koun, mit dem er insgesamt 15 Jahre zusammenarbeitete. Sein erstes Klavierstück Gia Mia Mikri Lefki Ahivada (Für eine kleine weiße Muschel) entstand 1947. 1948 erschütterte Hadjidakis das musikalische Establishment mit seiner legendären Vorlesung über die Rembetika, die städtischen Volkslieder, die nach 1922 in den griechischen Städten, besonders in Piräus unter dem Einfluss kleinasiatischer Flüchtlinge entstanden und die bis dahin als verpönt galten. Hadjidakis betonte die Ausdrucksstärke, die stark traditionellen Wurzeln und die Ursprünglichkeit der Gefühle, die in den Rembetika zum Ausdruck kamen, und pries Komponisten wie Markos Vamvakaris und Vassilis Tsitsanis. Als praktische Anwendung seiner diesbezüglichen Gedanken bearbeitete er 1951 klassische Rembetika in seinem Klavierwerk Έξι λαϊκές ζωγραφιές (Sechs volkstümliche Gemälde), das später auch als Ballett aufgeführt wurde.
1955 schrieb er die Musik für Michael Cacoyannis’ Film Stella, in dem die Schauspielerin Melina Mercouri den Titelsong Agapi pou 'gines dikopo mahairi (Liebe, zweischneidiges Messer) sang.
In den 1950er Jahren begann er eine Art zweigleisiger Karriere. Er schrieb äußerst populäre Pop- und Filmmusiken neben ernsthafteren Werken wie Ο κύκλος του C.N.S. (1954), einen Liedzyklus für Stimme und Klavier, der die Form, wenn nicht sogar den Stil des deutschen Lieds aufnahm. Hadjidakis behauptete immer, er schreibe seine ernsten Stücke für sich selbst und die weniger ernsten zum Broterwerb. Sein phänomenales melodisches Talent ließ allerdings kaum einen qualitativen Unterschied zwischen den beiden Arten erkennbar werden. Hadjidakis schrieb zahlreiche Titel, die zwar weltberühmt, jedoch nie mit seinem Namen verknüpft wurden (wie z. B. All alone am I, Brenda Lee, 1963).
1958 traf er Nana Mouskouri, eine zurückhaltende, aber hochbegabte Sängerin, die seitdem viele seiner Lieder mit ihrer einzigartig schönen Stimme unverwechselbar interpretierte. Das Jahr 1960 brachte ihm internationalen Erfolg. Mit der Musik zu Jules Dassins Film Sonntags… nie! (Ποτέ την Κυριακή – Never on Sunday) gewann er einen Academy Award; Ta Paidia tou Peiraia (die deutsche Version von Lale Andersen hieß Ein Schiff wird kommen) wurde weltweit ein Hit. Ein weiterer Erfolg wurde der Titel Weiße Rosen aus Athen (Σαν Σφυρίξεις Τρεις Φορές, San sfirixis tris fores – englisch When You Blow Your Whistle Three Times) in der Interpretation von Nana Mouskouri, der ursprünglich 1961 für den Dokumentarfilm Ελλάς, Χώρα των Ονείρων (Greece, Land of Dreams, dt. Traumland der Sehnsucht) komponiert wurde. Auch von Hadjidakis: Ich schau den weißen Wolken nach, 1962 mit Nana Mouskouri 7 Wochen lang (nach Heißer Sand) auf Platz 1 in Deutschland.
1962 produzierte er das Musical Οδός Ονείρων (Straße der Träume) und vollendete die Partitur für das Aristophanes-Stück Όρνιθες (Vögel), das wegen der großartigen Inszenierung von Karolos Koun für große Aufmerksamkeit sorgte. Später wurde die Musik von Maurice Béjarts Ballet du XXe siècle verwendet.
1964 entstand die Filmmusik zur US-amerikanischen Filmkomödie Topkapi, die unter der Regie von Jules Dassin entstand und die Peter Ustinov einen Oscar einbrachte. Der Spielfilm basiert auf dem Roman „Topkapi“ (Originaltitel: The Light of Day) von Eric Ambler.
1965 erschien die LP Το Χαμόγελο της Τζιοκόντας (Das Lächeln der Mona Lisa). Von dieser gab es 2004 eine digital überarbeitete Neuausgabe als audiophile LP und CD in der EMI Classics collection.
1966 reiste Hadjidakis nach New York zur Premiere von Ilya Darling, einem Broadway-Musical mit Melina Mercouri auf der Grundlage von Sonntags… nie!. Er blieb Griechenland bis 1972 fern, hauptsächlich aus Opposition zur griechischen Militärdiktatur. Während er in Amerika war, vollendete er mehrere größere Kompositionen, darunter Rythmologia für Klavier solo sowie seine berühmte Orchestersuite Das Lächeln der Mona Lisa (von keinem Geringeren als Quincy Jones produziert). Hier entstand aber auch der Höhepunkt seines musikalischen Schaffens, der Liedzyklus Ο Μεγάλος Ερωτικός (Megalos erotikos), in dem er antike Gedichte von Sappho und Euripides, mittelalterliche Texte (Versatzstücke aus Volksliedern und George Hortatzis’ Romanze Erophile) und neugriechische Gedichte von Dionysios Solomos, Konstantinos Kavafis, Odysseas Elytis, Nikos Gatsos, Myrtiotissa und George Sarantaris, außerdem einen Auszug aus dem alttestamentlichen Hohelied, vertonte. Seine LP Reflections mit dem New York Rock & Roll Ensemble enthielt einige seiner schönsten Lieder, entweder nur für Orchester oder mit vom Ensemble erstellten englischen Liedtexten; diese Platte war dem Trend zu Weltmusik und Fusion um mehrere Jahrzehnte voraus.
Hadjidakis kehrte 1972 nach Griechenland zurück und nahm den Zyklus „Megalos Erotikos“ mit der Sängerin Flery Dantonaki, die sich mit ihrer Opern-geschulten dunklen Altstimme als vollendete Interpretin seiner Musik erwies, und dem Sänger Dimitris Psarianos auf. Nach dem Fall der Militärjunta übernahm Hadjidakis eine Reihe öffentlicher Ämter, so im Athener Staatsorchester, in der Staatsoper und im Staatlichen Rundfunk (Ελληνική Ραδιοφωνία Τηλεόραση (ERT)). 1985 startete er seine eigene Plattenfirma Σείριος (Sirius). 1989 gründete er die „Ορχήστρα των Χρωμάτων“ (Orchester der Farben), ein kleines Symphonieorchester, und wurde dessen erster Dirigent.
Nach dem Tod von Nino Rota sollte er für die Filme seines Freundes Federico Fellini die Filmmusiken komponieren. Wegen Hadjidakis’ zunehmender Gesundheitsprobleme kam es aber nie zu dieser Zusammenarbeit. Er starb an einer Herzkrankheit und Diabetes.
Hadjidakis machte in seinen späteren Jahren kein Geheimnis aus seiner Homosexualität, obwohl dieses Thema in Griechenland wenig öffentlich angesprochen wurde.

## Werk

### Modernes Theater (Auswahl)
(Das Werkverzeichnis umfasst insgesamt 52 Theaterstücke, für die Hatzidakis Schauspielmusik komponierte.)
- 1944: Der letzte weiße Rabe (Alexis Solomos)
- 1945: Verschlungene Wege (Alexei Arbusow)
- 1945: Der Sturm ist vorbei (Margaret Kennedy)
- 1945: Im Sommer werden wir ernten (Alexis Damianos)
- 1946: Begrabt die Toten (Irwin Shaw)
- 1946: Ein Freund wird heute kommen (Jacques Cobaneez & Ivan Noe)
- 1947: Antigone (Jean Anouilh)
- 1949: Endstation Sehnsucht (Tennessee Williams)
- 1949: Tod eines Handlungsreisenden (Arthur Miller)
- 1950: Heilige Johanna (George Bernard Shaw)
- 1951: Sommernachtstraum (William Shakespeare)
- 1958: Hamlet (William Shakespeare)
- 1956: Der kaukasische Kreidekreis (Bertolt Brecht)
- 1957: Der Garten der Wunder (Iakovos Kambanellis)
- 1958: Der gute Mensch von Sechuan (Bertolt Brecht)
- 1958: Othello (William Shakespeare)
- 1959: Hiob (Archibald Mac Leish)
- 1962: Die Biene (Nikos Kazantzakis)
- 1966: Kapitän Michalis (Nikos Kazantzakis)
- 1972: Don Quichote (Miguel de Cervantes)
- 1978: Oberon (Ben Jonson)
- 1979: HIT (Frederic Dorin)
- 1985: Nussbäume auf steinerner Erde (Evangelos Averof)

### Kammermusik
- 1947: Für eine kleine weiße Muschel für Klavier
- 1948: Klavier-Heft
- 1949: Sechs volkstümliche Malereien für Klavier
- 1950: Lyrische Suite für Klavier
- 1952: Ionische Suite für Klavier
- 1954: Suite für Violine und Klavier
- 1958: Sieben griechische Tänze für Klavier
- 1958: Einsamkeit für Klavier
- 1969: Rythmologie für Klavier
- 1986: Suite für Gitarre

### Film (Auswahl)
Das Werkverzeichnis nennt 76 Filmmusiken. Hier eine Auswahl der wichtigsten und vor allem der internationalen Produktionen, bei denen Hadjidakis die Musik beisteuerte:
- 1948: Der Rote Felsen (O kokinos vrachos) – Regie: Grigoris Grigoriou
- 1955: Stella
- 1958: Die Gehetzten (Oi paranomoi) – Regie: Nikos Koundouros
- 1960: Der Fluß (To potami) – Regie: Nikos Koundouros
- 1960: Sonntags nie (Never on Sunday)
- 1962: Es geschah in Athen (It Happened in Athens) – Regie: Andrew Marton
- 1962: Der Löwe von Sparta (The 300 Spartans)
- 1962: Aliki my Love – Regie: Rudolph Maté
- 1963: Die Unbezwingbaren (America, America)
- 1964: Trockener Sommer (Susuz yaz)
- 1964: Topkapi
- 1964: Sky Bolt – Regie: Greg Tallas
- 1966: The Steps – Regie: Leonard Hirschfield
- 1968: Inferno am Fluß (Blue)
- 1968: Fade-In – Regie: Allen Smithee
- 1970: Die schmutzigen Helden von Yucca (The Invincible Six)
- 1970: The Martlet’s Tale – Regie: J. Crowther
- 1972: Der große Erotiker (O megalos erotikos) – Regie: Pantelis Voulgaris
- 1973: Der Fußgänger
- 1974: Sweet Movie
- 1975: Faccia die Spia – Regie: Giuseppe Ferrara
- 1977: A la recherche de l’Antlatide I & II – Regie: Jacques-Yves Cousteau
- 1984: Memed, mein Falke (Memed My Hawk)

### Ballette
- 1949: Marsyas – Choreographie: Rallou Manou
- 1951: Die verfluchte Schlange (Katarameno fidi) – Choreographie: Rallou Manou
- 1957: Einsamkeit (Erimia) – Choreographie: Rallou Manou
- 1965: Die Vögel (nach Aristophanes) – Choreographie: Maurice Bejart
- 1972: L’ange heurtebise (Griechischer Titel: Fünf Improvisationen für Bouzouki und Piano) – Choreographie: Maurice Bejart

### Musik für antikes Theater
- 1950: Agamemnon (Aischylos)
- 1950: Die Grabspenderinnen (Aischylos)
- 1956: Medea (Euripides)
- 1956: Oedipus Tyrannos (Sophokles)
- 1956: Der Reichtum (Aristophanes)
- 1957: Lysistrate (Aristophanes)
- 1957: Hekabe (Euripides)
- 1958: Die Thesmophoriazusen (Aristophanes)
- 1958: Iphigenie (Euripides)
- 1959: Die Frösche (Aristophanes)
- 1959: Kyklop (Euripides)
- 1959: Die Weibervolksversammlung (Aristophanes)
- 1959: Die Vögel (Aristophanes)
- 1962: Backchen (Euripides)

### Lieder und Liedzyklen (Auswahl)
Das Werkverzeichnis listet insgesamt 29 (zum Teil unveröffentlichte und unfertige) Liederzyklen bzw. Liedsammlungen. Folgend eine Auswahl der bekanntesten:
- 1952: Zyklus C.N.S
- 1965: Mythologie
- 1969: Reflections
- 1969: Rückkehr (Epistrofi)
- 1970: Amorgos
- 1970–80: Die Epoche der Melissanthi
- 1971: Das Gold der Erde (Tis gis to chrisafi)
- 1972: Der große Erotiker (O megalos erotikos)
- 1975: Athanasia
- 1976: Die absurden Lieder (Ta paraloga)
- 1969: Abgesehen von der Sehnsucht (Chorion o pothos)
- 1977: Für Helena (Gia tin Eleni)
- 1983: Wintersonne (Chimoniatikos ilios)
- 1985: Dunkle Mutter (Skotini mitera)
- 1988: Die Mythen einer Frau (I mithi mias ginekas)
- 1990: Widerspiegelungen (Andikatoptrismi)
- 1992: Die Lieder der Sünde (Ta tragoudia tis amartias)

### Konzertante Musik für Orchester
- 1964: Das Lächeln der Mona Lisa
- 1964: Fünfzehn Vespergesänge

Die hier abgedruckte Werkliste basiert auf dem offiziellen Werkverzeichnis des Komponisten, das auf seiner Homepage veröffentlicht worden ist.